# دايفيد ويلكي
دايفيد ويلكي (بالإنجليزية: David Wilkie)‏ هو لاعب هوكي الجليد أمريكي، ولد في 30 مايو 1974 في إلينسبورغ في الولايات المتحدة.

## وصلات خارجية
- دايفيد ويلكي على موقع دوري الهوكي الوطني (الإنجليزية)
- دايفيد ويلكي على موقع قاعة مشاهير الهوكي (لاعب أن.إتش.أل) (الإنجليزية)
- دايفيد ويلكي على موقع EliteProspects.com (الإنجليزية)
- دايفيد ويلكي على موقع HockeyDB.com (الإنجليزية)
- دايفيد ويلكي على موقع Hockey-Reference.com (الإنجليزية)